# Gord Gallant
Pour les articles homonymes, voir Gallant.
Gordon Gallant (né le 27 octobre 1950 à Shédiac, dans la province du Nouveau-Brunswick au Canada) est un joueur professionnel de hockey sur glace. Il a évolué comme centre dans l’Association mondiale de hockey.

## Carrière de joueur
Gordie Gallant évolue dans la Ligue internationale de hockey en 1970-1971 pour une partie avec les Oak Leafs de Des Moines. L’année suivante, il continue dans ce circuit avec les Golden Seals de Columbus, le club-école des Golden Seals de la Californie. La saison suivante, il présente ses talents de pugiliste en évoluant dans l'Eastern Hockey League avec les Blazers de Syracuse. Il remporte la Coupe Walker avec son équipe en étant les champions des séries éliminatoires.
En 1973-1974, débute son aventure dans l’Association mondiale de hockey, il devient très populaire par ses combats et devient un des meilleurs durs à cuire du circuit. Il hérite du surnom « Machine Gun » pour la rapidité de ses coups de poing. Il joue deux saisons pour les Fighting Saints du Minnesota avec 203 et 223 minutes de pénalités. Durant ses deux premières saisons au Minnesota, il domine la ligue pour le plus grand nombre de pénalités en une saison.
Le 10 avril 1975, Gallant change son destin et il est l’acteur de l’un des évènements ayant marqué le circuit rebelle de l’Association mondiale de hockey. Après le premier match de la série contre les Whalers de la Nouvelle-Angleterre, Gallant décide d'aller fêter la victoire dans un bar. Il ne devait pas aller dans un bar, car son entraîneur, Harry Neale, a imposé un couvre-feu. Aux petites heures de la nuit, Gallant, cogne à la porte de la chambre d'hôtel de son entraîneur et sans même que son entraîneur puisse dire un mot, il frappe et donne une correction à Harry Neale. Les raisons sont obscures sur les volontés de Gallant d'avoir frappé son entraîneur. Le lendemain, il est suspendu. À l'été, il est échangé aux Nordiques de Québec contre une somme d'argent.
Avec les Nordiques, il dominera pour le plus de minutes de pénalité cette saison-là. Sa présence sur la glace est déterminante avec Curt Brackenbury qui est échangé avec Québec, en 1976, où, ce dernier, est le leader pour la ligue. Gallant est impliqué dans un autre événement important de l’histoire des Nordiques, l’affaire Tardif-Jodzio. Gallant se battra rudement avec Rick Jodzio durant la deuxième partie des séries éliminatoires  pour envoyer un message aux Cowboys de Calgary. À la sortie du banc des pénalités, Jodzio se rue sur Marc Tardif pour le frapper sournoisement avec son bâton et le frappe de coups de poing au visage pendant qu’il est évanoui. Tardif, aura une très sévère commotion cérébrale et ne est plus le même joueur par la suite. Durant la bataille générale à la suite de l’attaque de Jodzio, Gallant quittera le banc des pénalités pour aller frapper un autre joueur. Il donnera un coup de genou au visage de Warren Miller . Cette partie est la dernière de Gallant avec les Nordiques. Il est échangé en septembre 1976 contre André Boudrias et il retourne avec les Fighting saints de Minnesota.
En 1976-1977, il ne terminera pas la saison avec Minnesota, car l’équipe est dissoute après 42 parties pour manque d’argent. Il  termine la saison avec les Bulls de Birmingham pour 34 parties. C'est la fin de son aventure dans l'Association mondiale de hockey. En 1978-1979, il joue dans la Ligue centrale de hockey avec les Golden Eagles de Salt Lake. Il atteint la finale des séries éliminatoires, mais son équipe ne remporte pas la série.  Il passe deux saisons à Salt Lake City. Il joue aussi quelques matchs dans la ligue américaine de hockey avec les Hawks du Nouveau-Brunswick et avec les Alpines de Moncton sur deux périodes dans sa carrière. À la fin des années 1970 et au début des années 1980, il évoluera aussi avec les Capitals de Shédiac, une équipe senior du circuit de la province du Nouveau-Brunswick. Sa carrière se termine en 1984 avec Moncton. Il joue encore au hockey dans les ligues amateurs locales et avec les tournées des légendes  

## Vie personnelle
En juin 1998, Gallant a subi de graves brûlures et a été dans un coma artificiel durant deux mois à la suite de l'explosion du chauffe-eau présent dans son appartement à Pointe-du-Chêne, près de Shédiac. Il s'en sorti miraculeusement, eu plusieurs greffes de peau et sauva la vie de deux personnes. Il demeure maintenant à Moncton.